# Зміїний (острів)
О́стрів Змії́ний (рум. Insula Șerpilor, дав.-гр. Λευκός, грец. Φιδονήσι, тур. Yilan Adası) — острів у Чорному морі, який належить Україні та визначає її територіальні води.
Житлові споруди на острові утворюють селище Біле Ізмаїльського району Одеської області. Були повністю зруйновані в ході боїв 2022 року
Під час повномасштабного вторгнення Росії до України 2022 року за острів точилися бої, які закінчилися перемогою України і відступом російських військ.

## Походження назви та інші найменування
Давні греки називали його «Острів Ахілла», через те, що там було розташовано храм Ахілла і похований сам Ахілл. Інша давньогрецька назва острова — грец. Λευκός («Левкос», «Білий острів»; Leuce Island). «Білим» називали острів також римляни — лат. Alba.
Інші назви (зокрема, сучасна українська назва «Зміїний») пов'язані з тим, що на острові водилось багато змій (водяних вужів), яких виносило сюди з гирла Дунаю (зокрема, на деревних гілках) та жили тут у великій кількості ще в XIX сторіччі (рум. Insula Şerpilor, тур. Yılan Adası).
За часів Османської імперії острів називали по-новогрецьки «Фідонісі» (також «зміїний»). Він дав назву морській битві при Фідонісі, яка точилася біля берегів острова наприкінці XVIII ст.

## Географія

### Розташування
Острів Зміїний розташовано у північно-західній частині Чорного моря, приблизно за 37.5 кілометри від узбережжя на схід від дельти Дунаю. Відстань від острова до Одеси становить 120 км. Територіально належить до Вилківської міської громади Ізмаїльського району Одеської області.
Географічні координати острова — 45°15'18" північної широти, 30°12'15" східної довготи.
Острів має хрестоподібну форму, завдовжки по крайніх точках 662 і завширшки 560 метрів, площа 17 га, з крутосхилами берегів 20,5 га, довжина берегової лінії — 3,34 км.
Найближчі населені пункти України — порт Усть-Дунайськ та м. Вилкове.
Найближчий населений пункт Румунії — м. Суліна.

### Рельєф і геологічна будова

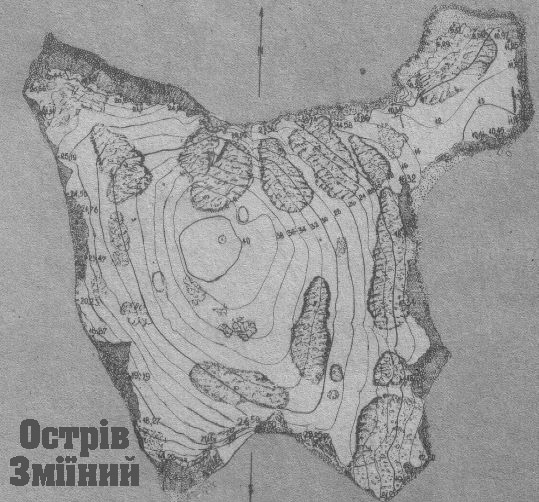
Рельєфна мапа острову Зміїний

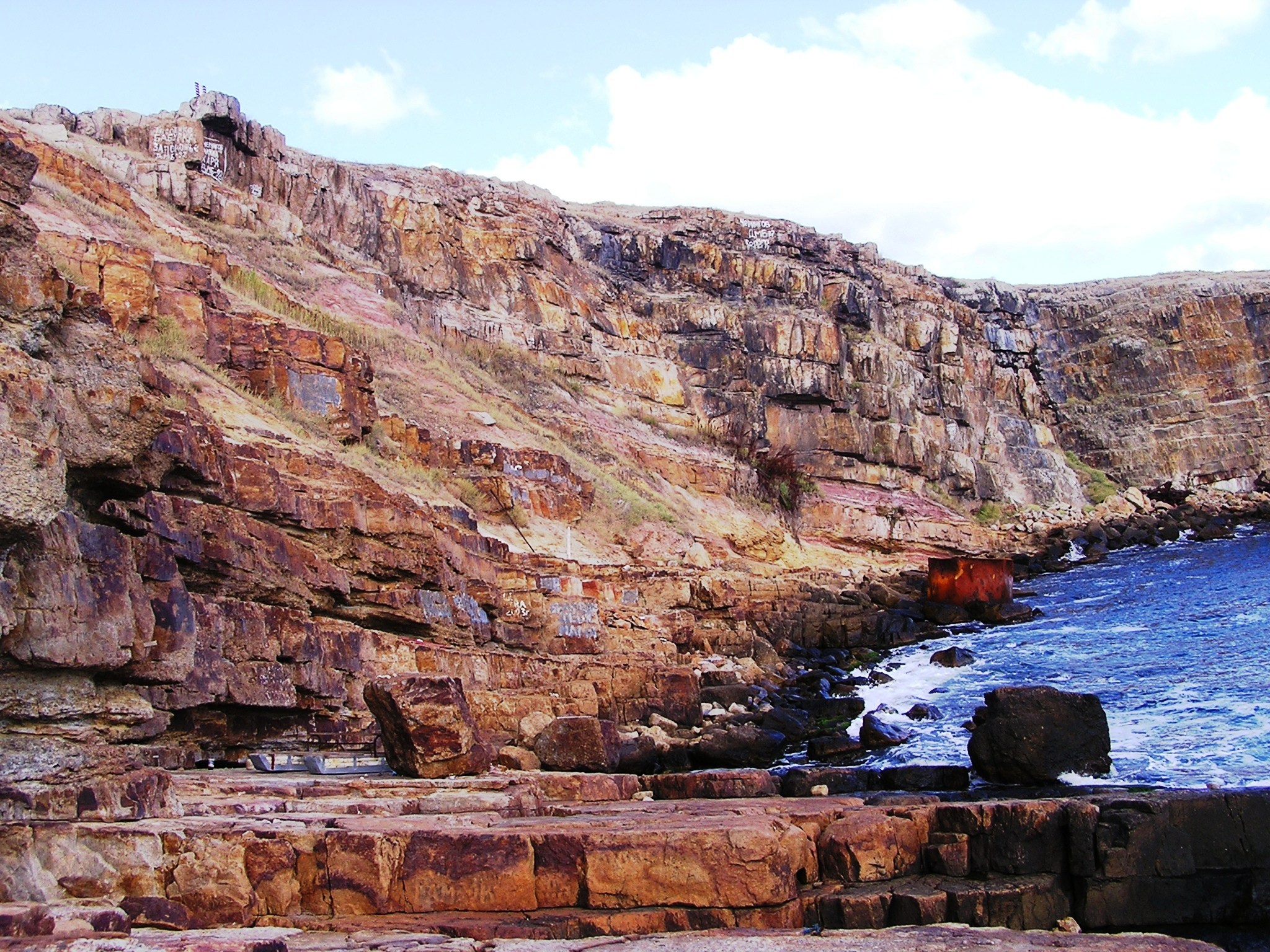
Скелі острова Зміїний

Острів утворений міцними гірськими породами і має скелясті урвисті береги, висота яких сягає 4-5 метрів у північно-східній частині та 25 м у південно-західній. Найбільша висота — 41,3 м над рівнем моря. Береги острова загалом стрімкі, але існують і 4 пляжі: «Дамський», «Дергач», «Золотий» та «Бандитський». У центрі острова пласке плато, на північно-західних та південно-східних кінцях берег являє собою маленькі півострівці, на північному сході вирізняється більший. Це єдине тектонічне підняття на великому (64 000 км²) північно-західному шельфі Чорного моря, значно віддалене від берегів. Зміїний вирізняється неповторним географічним положенням. Він складений з осадових, грубо уламаних порід, які чергуються з кварцитовими пісковиками, кварцовими конгломератами, строкато кольоровим відкладенням. На острові є розщелини та гроти, які йдуть від моря у глибини материкової скелі, але це природні розломи, зумовлені заляганням порід.
Найбільша висота досягає 21 м від берегової лінії, особливо на півдні та закінчується там, де скелі з крутими схилами. Обидва береги: південний та східний мають хвилеподібні лінії, кожна з яких утворює затоку. Північний та західний береги значно нижчі, скелі ледве підіймаються над морем. Північне узбережжя звивисте, являє бухту, а на заході воно майже пряме.
Глибина моря біля берега, переважно невелика: на півночі — це 5-6 м, 13-23 м на півдні, на сході 9-19 м та 10-16 м на заході.

### Клімат
Клімат острова Зміїний помірний зі значним впливом моря, яке робить погоду острова більш м'якою. Тут часті вітри, зміни погоди та висока вологість повітря. Середня температура зими коливається від 0 до 2°С, літа — від 19 до 24°С. Абсолютний максимум температури +40°С, абсолютний мінімум −30°С. Середньорічна сума опадів близько 300 мм. Панівними напрямками вітру і хвиль є західний і північно-східний.

## Біорізноманіття та його вивчення
З початку 1970-х років до початку російського вторгнення 2022 року на острові проводилися сезонні дослідження біорізноманіття науковцями Одеського університету та інших установ. Зокрема, вивчалася міграція птахів, здійснювався відлов та кільцювання птахів.

### Флора
На порівняно тонкому шарі ґрунту острова поширені степові трави. Там відсутня природна деревна рослинність, хоча ведуться спроби виростити дерева, але цьому заважають дужі вітри.

### Фауна
Острів Зміїний використовується перелітними птахами для відпочинку під час сезонних міграцій. У весняний період на острові спостерігається до 200 видів мігруючих птахів, 28 з яких занесені до Червоної книги. Восени — 156 видів, 37 із них червонокнижні. В окремі роки на острові відпочиває до 45 % видів перелітної орнітофауни України та сусідніх країн східної Європи. Одним із активних дослідників орнітофауни острова є Анатолій Корзюков. Завдяки цим дослідженням список орнітофауни України було доповнено декількома новими залітними видами.
На острів із гирла Дунаю морською течією час від часу заносить водяних вужів, від яких острів і отримав власну сучасну назву.
У прилеглих до острова водах зареєстровано 58 видів риб (з яких 12 видів «червонокнижні» (докладніше див. «Іхтіофауна острова Зміїний»), 3 види дельфінів та 6 видів крабів, з яких 4 теж занесені до Червоної книги України. А також щонайменше 13 видів рідкісних рослин.
Зараз[коли?] окрім собак та кішок, на Зміїному зареєстровано 5 видів ссавців. Це пацюк сірий, два види кажанів, миша хатня та курганцева.

### Охорона
Острів Зміїний є найвіддаленішим і, ймовірно, найчистішим куточком української землі. Указом Президента України від 9 грудня 1998 № 1341/98 «Про території та об'єкти природно-заповідного фонду загальнодержавного значення», створено загальнозоологічний заказник загальнодержавного значення «Острів Зміїний», до складу якого залучено екологічно цінну частину острову з прилеглою 500-метровою акваторією Чорного моря загальною площею 232 га.
Наказом Мінприроди України від 27 січня 2005 р. № 54 затверджено Положення про загальнозоологічний заказник загальнодержавного значення «Острів Зміїний».

## Історія

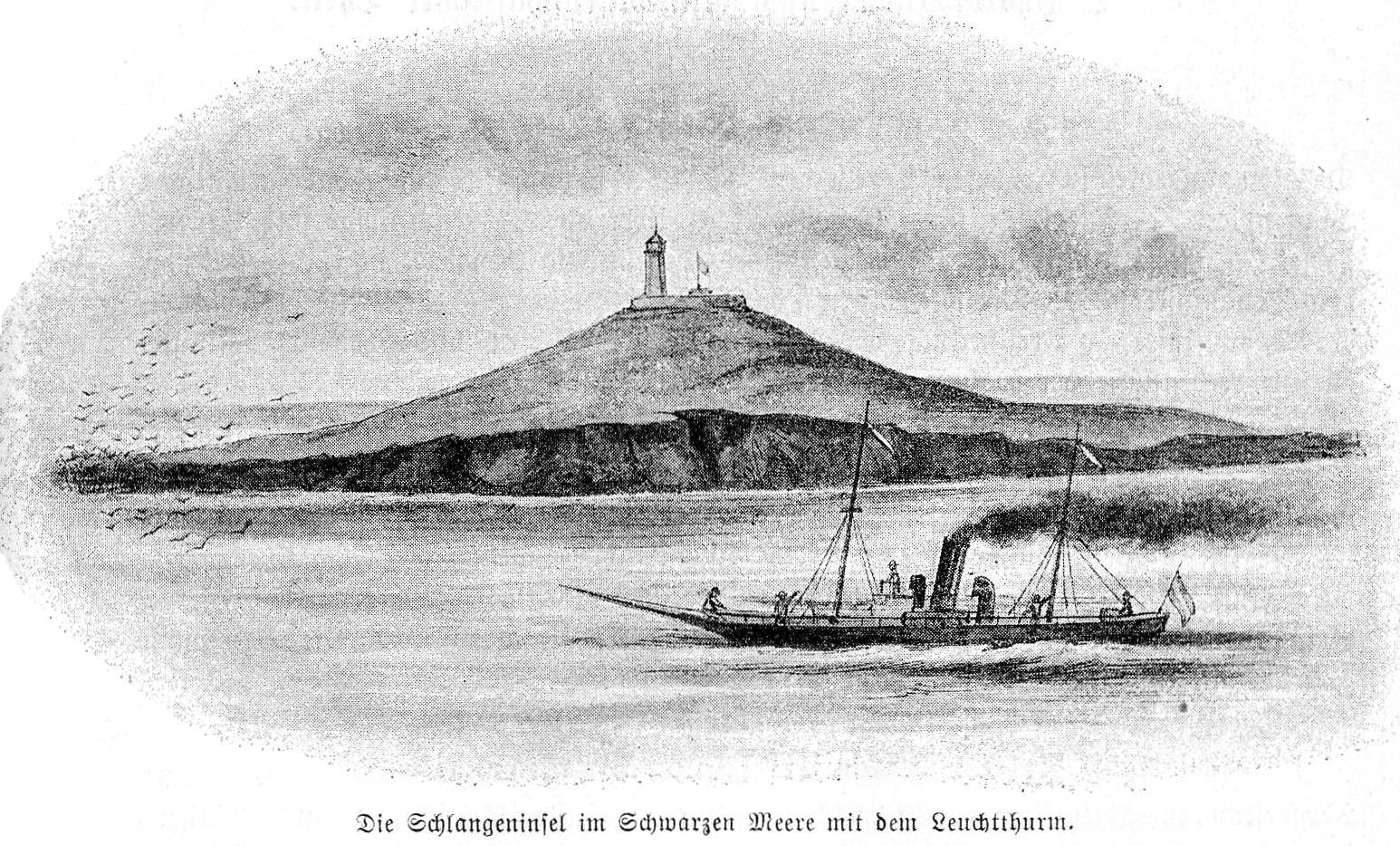
Острів Зміїний 1896 року

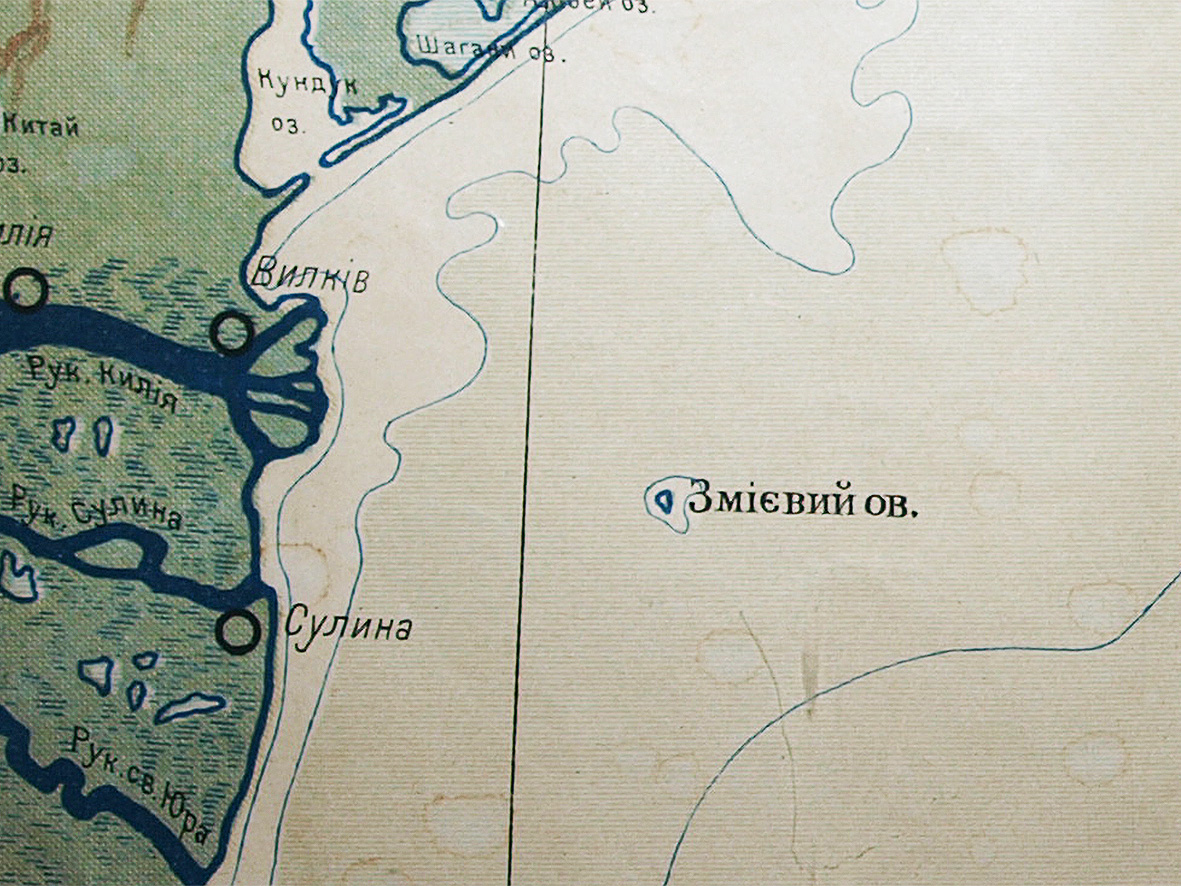
Острів Зміїний (Змієвий) на мапі України, 1918 рік.

За давньогрецькою легендою, острів підняла з моря богиня Фетіда для свого сина Ахілла. Перша згадка про острів з'явилася у писемних джерелах кінця VII століття до н. е. — там він називався Левка (Білий).
Пліній Старший (23–79 н. е.), римський автор і друг імператора Веспасіана (правив у 69–79), який згадує цей острів у 4‑й книзі своєї «Природничої історії» вже не називає його Білим. Замість цього він дає йому назву острова Ахілла.
Зміїний мав дуже важливе значення в роки великої грецької колонізації Північного Причорномор'я 8-6 століть до н. е. Сюди причалювали їхні кораблі; мореплавці, торговці, військові моряки навідувались до храму Ахілла-Понтарха, який вважався владикою і покровителем Чорного моря, поклонялись Ахіллесу і приносили жертви. Він був одним із численних сакральних складових культури стародавніх греків.
Руїни храму (квадратна споруда зі стороною приблизно 30 метрів) були виявлені та описані 1823 року, а в 1837–1843 рр. значне число будівельних матеріалів з цих руїн використали для спорудження на острові маяка.
Острів згадується в записах Овідія, Страбона та Геродота.
В античну добу острів Левка перебував під контролем Ольвії. 331 року до н. е. на острові висадилися пірати. Вони розграбували святилище Ахілла і створили тут опорну базу для нападу на грецькі торгові кораблі. Щоправда, ольвіополіти, імовірно, під проводом Каллініка Евксенова дуже швидко визволили острів.
З I ст. до н. ери до 456 року острів був у складі Римської імперії, з 456 р. — Візантії.
З 15 сторіччя острів належав Османській імперії.
По закінченню російсько-турецької війни 1787–1791, згідно з Ясською угодою, острів Зміїний відійшов до Російської імперії.
Відтак в околицях Зміїного працювала російська гідрографічна експедиція лейтенанта Будищева. 1823 року картограф капітан-лейтенант М. Крицький склав першу мапу острова.
Після поразки Російської імперії в Кримській війні 1853–1856 острів відійшов до Молдовського князівства. Згодом на ньому розмістили дисциплінарний батальйон румунської армії, розташований там протягом 90 років. Зокрема, 1938 року на острові ув'язнили керівників забороненої румунським урядом «Залізної Гвардії».
Під час Другої світової війни в квітні 1944 року на острів висадився радянський десант, і гарнізон капітулював без бою.
Згідно з дипломатичним протоколом, підписаним Миколою Шутовим (від СРСР) та Едуардом Мезинческу (від Народної Республіки Румунія), острів Зміїний з 12-ї години 23 травня 1948 року перейшов до складу СРСР та був долучений до складу Ізмаїльської області Української РСР. З 1954 року ця область увійшла до складу Одеської області. З 1991 року, він став частиною Кілійського району Одеської області.
З 1956 року на острові була розташована радянська радіолокаційна рота ППО, а також прикордонна застава скороченого складу.
Державний кордон між СРСР і Румунією офіційно визначили в лютому 1961 р., а поділ виняткових економічних зон і континентального шельфу так і лишився невизначеним до миті падіння СРСР. До того ж СРСР наголошував на тому, що довжина берегової смуги радянського узбережжя в цьому районі вп'ятеро перевищує довжину румунського берега, і відповідно претендував на спірну акваторію, а румунська сторона пропонувала провести лінію розмежування по географічній паралелі й далі — по середній лінії, проведеній між Кримом й узбережжям Румунії.
2 червня 1997 р. Україна та Румунія підписали базовий договір, що підтвердив непорушність колишніх кордонів станом на 1961 рік. Таким чином фактично визнано права України на острів Зміїний.
У 1980-х роках на шельфі навколо острова виявили родовища нафти та газу, що згодом стало приводом для дипломатичної суперечки між Україною та Румунією щодо розмежування територіальних вод і економічних зон у цьому районі. Після владнання суперечки щодо розмежування економічних зон і шельфу в Міжнародному суді ООН (3 лютого 2009 р.) українська компанія «Чорноморнафтогаз» заявила, що не бачить економічної доцільності в опануванні родовищ шельфу довкола острова, а ні з української, ані з румунської ділянки.

### Судовий розгляд щодо українсько-румунського розмежування на морі

Варіанти проходження лінії розмежування виняткових економічних зон на Чорному морі: український, румунський, та запропонований за часів СРСР.

16 вересня 2004 року Румунія зробила подання до Міжнародного Суду у Гаазі з приводу того, чи вважати острів Зміїний островом чи скелею, що має визначний вплив на схему розмежування континентального шельфу в даному районі.
19 травня 2006 р. Україна зробила подання контрмеморандуму, після чого, у грудні 2006 року Румунія направила в суд репліку на контрмеморандум. До липня 2007 року Україна мала право на подання контррепліки на румунську репліку, після чого суд розпочав розгляд справи по суті.
2 вересня 2008 р. Міжнародний Суд почав процес по острову Зміїний. Попередньо, якби острів визнали непридатною для проживання скелею, то його розташування не враховувалось би при визначенні шельфу та більша частина шельфу відійшла б Румунії, у іншому разі — Україні.
Спочатку свою позицію в суді представляла Румунія, з 8 вересня — Україна. Засідання суду тривало до 19 вересня 2008 року.
Розмежування виняткових (морських) економічних зон та континентального шельфу України та Румунії навколо острова визначено рішенням Міжнародного Суду в Гаазі 3 лютого 2009 року. Згідно з ним, острів Зміїний було визнано островом з територіальним морем у 12 морських миль, але при цьому о. Зміїний не може вважатися частиною прибережної лінії України у визначенні серединної лінії при делімітації континентального шельфу та виняткової економічної зони. У тому ж судовому рішенні було визначено лінію розмежування виняткових економічних зон між Україною та Румунією (див. ілюстрації), що стала компромісом між румунською та українською позиціями.

#### Судове рішення
Вивчивши аргументи сторін та історію питання, а також можливі прецеденти, суд ухвалив одноголосне рішення: Лінія морського кордону, що розділяє континентальний шельф та виняткові економічні зони Румунії та України в Чорному морі, починається з точки 1, що визнана сторонами в статті 1 Договору між Україною та Румунією про режим українсько-румунського державного кордону від 2003 року, проходить дугою радіусом 12 морських миль, що відмежовує територіальне море навколо острова Зміїний, до точки 2 з координатами 45°03'18.5'' північної широти та 30°12'21.5'' східної довготи, де ця дуга перетинається з лінією, проведеною на рівних відстанях від континентального узбережжя Румунії та України. Від точки 2 лінія розмежування проходить рівновіддаленою лінією крізь точки 3 (координати 44°46'38.7'' північної широти та 30°58'37.3'' східної довготи) та 4 (координати 44°44'13.4'' північної широти та 31°10'27.7'' східної широти) до точки 5 (координати 44°02'53.0'' північної широти та 31°24'35.0'' східної широти). Від точки 5 морський кордон проходить рівновіддаленою від румунського та українського узбережжя лінією напрямком на південь, починаючи від геодезичного азимуту 185°23'54.5'' і до точки, де він перетинається з економічною зоною Туреччини. Таке проходження лінії розмежування, по суті точно відтворює лінію, запропоновану радянською стороною на переговорах про розмежування з Румунією в 1987 році.

### Сучасність
У 2002 році Кабінет Міністрів України затвердив програму господарської діяльності на о. Зміїний до 2006 року.
Під час впровадження комплексної програми розвитку інфраструктури на о. Зміїний на період 2002–2006 рр. було освоєно 47 млн грн. (із них 38,7 млн грн. направлені з державного бюджету).
У межах програми острів передано до складу Кілійського району Одеської області, частково демілітаризовано (виведено радіотехнічний підрозділ та демонтовано радар). Також на острові споруджено причал для суден осадкою до 8 метрів, хвилеріз, кілька господарських споруд, висаджено дерева. Споруджується причал для малотоннажного флоту. У майбутньому планується відкриття туристичного та пірнального центрів й налагодження постійного судноплавного сполучення з м. Кілія.

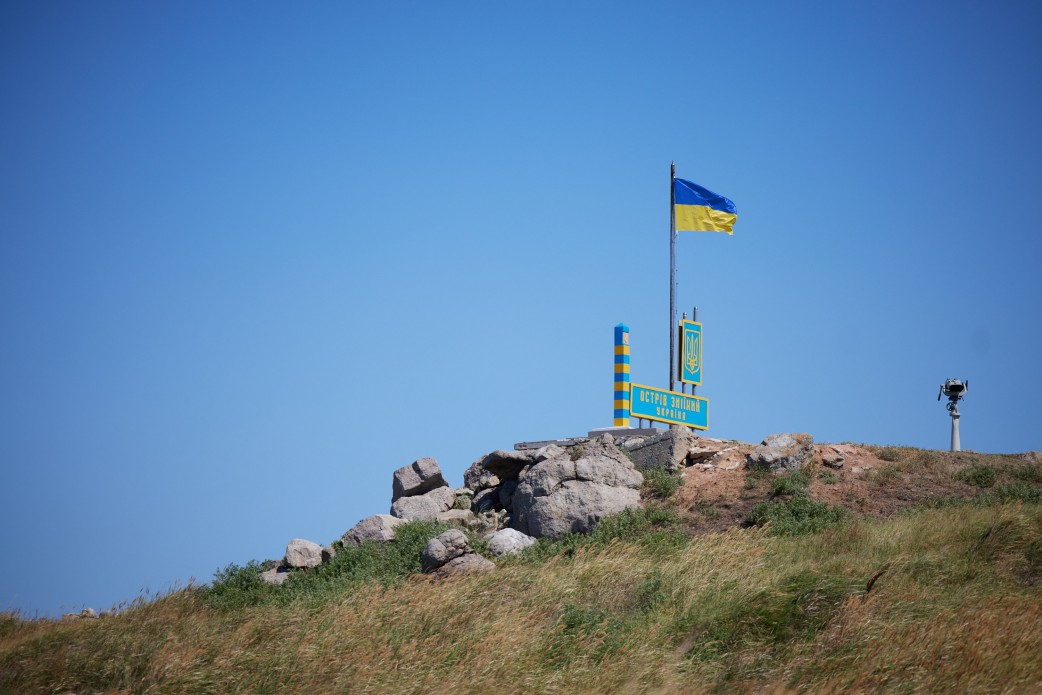
Острів Зміїний, 2021 рік

На острові відкрито пошту, філію банку «Аваль», ретранслятор мобільного зв'язку, налагоджено кабельний зв'язок. 2003 року на острові створена науково-дослідна станція «Острів Зміїний», на якій постійно працюють вахтовим методом науковці Одеського національного університету ім. І. І. Мечникова.
На виконання сукупної програми розвитку інфраструктури на о. Зміїний на період 2007–2011 рр., затвердженої 27 грудня 2006 р., передбачено направити 253,3 млн грн.
На початок 2007 року на острові постійно проживало близько 80 осіб: прикордонники, науковці, технічні робітники маяка тощо.
8 лютого 2007 року Верховна Рада України ухвалила постанову про надання господарським та житловим спорудам на Зміїному, статусу селища з назвою Біле та підпорядкуванням Кілійському району. Ця постанова викликала протести, висловлені у вербальній ноті румунськими дипломатами, які українська сторона розцінила як втручання у внутрішні справи.
На Зміїному утримують кілька свиней і кіз, багато курей. На невеликих клаптиках землі вирощують овочі. Найбільшу проблему становить відсутність джерел прісної води, тому її привозять з материка. Транспортне сполучення острова з материком здійснюється з використанням гелікоптера (для цього влаштовано спеціальний майданчик) чи морських суден (судно «Косатка»). На острові є автодорога і кілька автомобілів.

### Російсько-українська війна

#### Захоплення острова
24 лютого 2022 року внаслідок атак російських окупаційних військ на острів Зміїний ракетним крейсером «Москва» військовослужбовцям прикордонного загону було поставлено ультиматум та їм пригрозили вбивством, якщо українські прикордонники не складуть зброю та не вимкнуть системи РЛС. Того ж дня російські окупанти взяли у полон українських прикордонників, які перед тим оголосили по радіо крилату фразу цієї війни: «Русский военный корабль, иди на …».

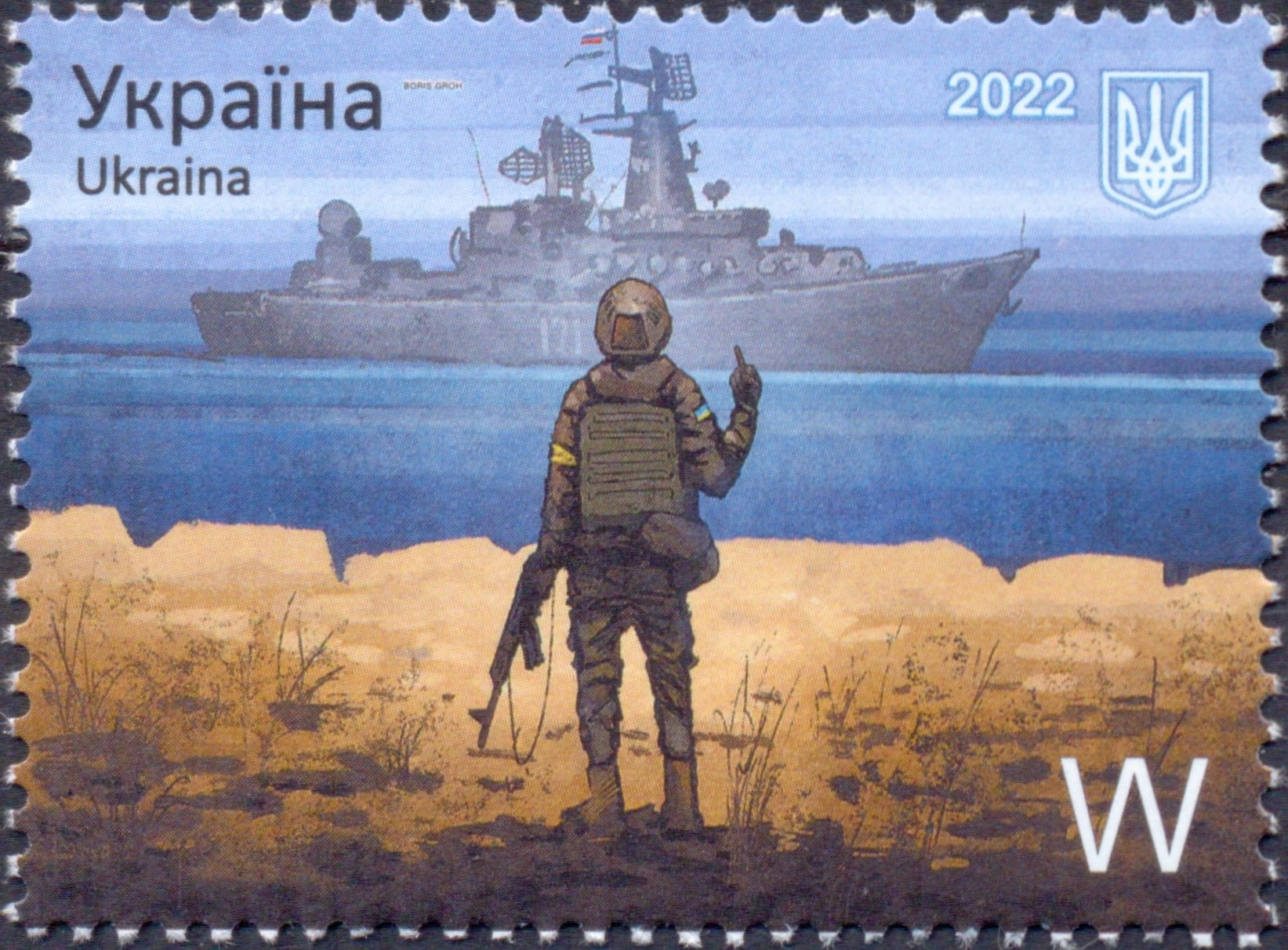
Русский военный корабль идёт на…, 2022 рік

13 березня 2022 року компанія «Maxar Technologies» оприлюднила чіткий супутниковий знімок острова, на якому видно пошкодження будівель, вирви від бомбардувань та російський великий десантний корабель проєкту 775 (за кодифікацією НАТО — англ. Ropucha).

#### Удари по окупантах
27 квітня 2022 року оперативне командування «Південь» повідомило про успішний ракетний удар по окупованому острову. Зафіксовано влучання в пункт управління, знищення зенітно-ракетного комплексу «Стріла-10».
Повторний удар було здійснено 30 квітня: «черговою атакою по ворожих об'єктах на Зміїному розбито три зенітні установки, зенітно-ракетний комплекс „Стріла-10“, а також машину зв'язку — серверну із телекомунікаційним обладнанням».
Трохи згодом було поширене відео, з якого випливало, що принаймні одна «Стріла-10» та одна ЗУ-23-2 були знищені з БПЛА «Bayraktar TB2».
На світанку 2 травня 2022 року, поблизу острова із розвідувально-ударного БПЛА «Bayraktar TB2» було знищено два військових катера типу «Раптор», які намагалися перед тим розвідати обстановку в районі гирла Дунаю.
6 травня 2022 року, ОК «Південь» оприлюднило відео повітряних ударів та знищення ЗРК «Тор» на тимчасово окупованому острові.
Наступного дня ОК «Південь» поширило нове відео ударів з БПЛА «Bayraktar TB2» по об'єктах поблизу та на острові. Зокрема, було показано як українські військові поцілили в десантний катер росіян проєкту 11770 «Серна» (або 1176 «Акула») коли звідти вивантажувались російські окупанти разом із ЗРК «Тор». Згодом неподалік острова влучними атаками «Байрактарів» знищено 2 десантно-штурмових катери типу «Раптор», а ще один «Раптор» було суттєво ушкоджено.
Вже після ударів по десантному катеру, в проміжок між 6 та 7 травня 2022 року по об'єктах на острові було завдано бомбового удару парою українських Су-27. Внаслідок бомбового удару було зруйновано кілька будівель.
За повідомленням Повітряних Сил України 7 травня поблизу острова відбулись «справжні повітряні баталії» за участі десятків літаків.
Вночі того ж дня (з 7 на 8 травня) на острів приземлився Мі-8 з десантом російських загарбників. Вертоліт був знищений ударом з Bayraktar TB2.

#### Підсилення гарнізону
Станом на 13 травня 2022 року, російські окупанти здійснили чергове підсилення свого контингенту на острові засобами ППО «Тор-М2», «Панцирь-С1». Плавкраном було піднято та вивезено затоплений катер. За даними видання Defense Express на острові було створено доволі щільну протиповітряну оборону із дальністю дії 15-20 км. А кількість машин, швидше за все, унеможливлює ситуацію, коли всі вони будуть вимкненні.
Наприкінці травня на острові було розгорнуто засоби протиповітряної оборони, реактивні системи залпового вогню (зокрема, модернізовані), здатні вражати узбережжя Одеської області. На початку червня на острові було розміщено додаткові засоби ППО, імовірно, ЗРК «Тор».

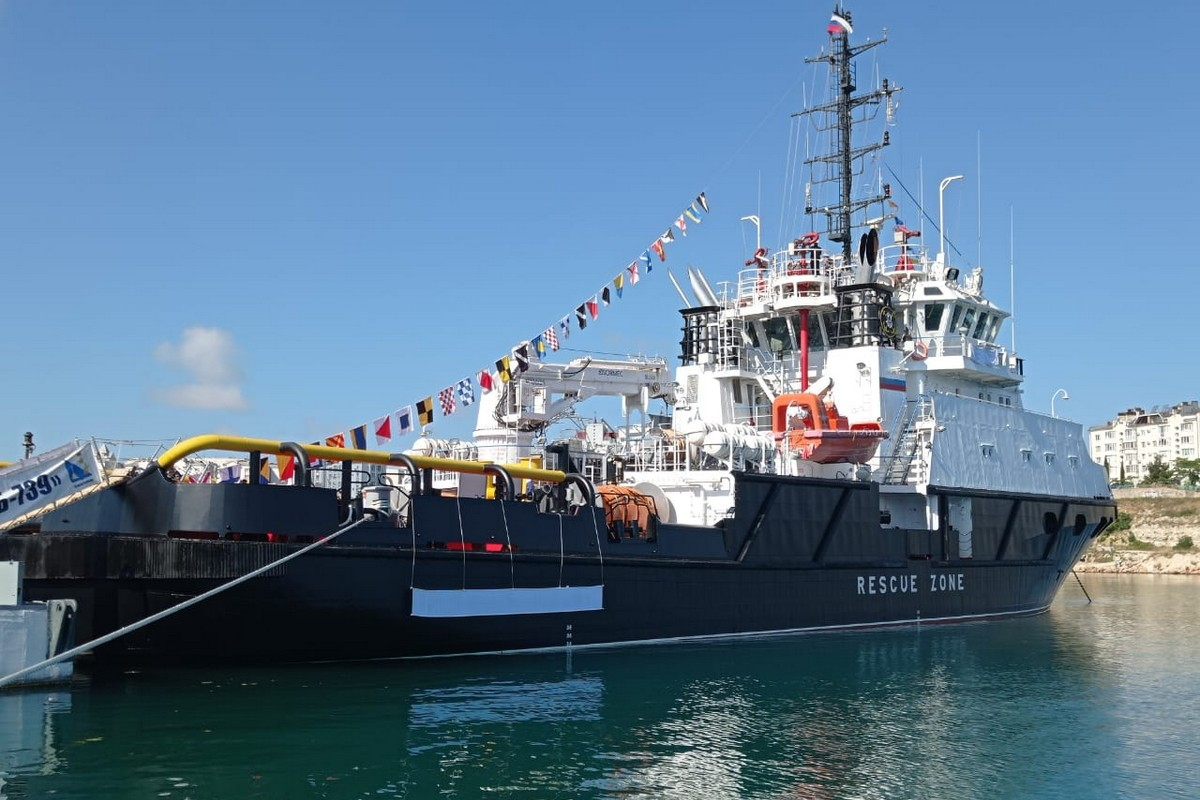
«Спасатель Василий Бех» возив на острів живу силу, вантажі та зброю, потоплений 17 червня 2022 року

Також 10 червня 2022 року, неподалік острова було помічено російський десантний катер проєкту 21820 «Дюгонь» з «Тор» на палубі. Імовірно, росіяни таким чином вирішили іще більше підсилити протиповітряну оборону острова, оскільки катер може доволі швидко рухатись й таким чином встановлений на палубі ЗРК не є статичною ціллю, вразливою для далекобійної реактивної артилерії (наприклад, БМ-30 «Смерч» або HIMARS).
17 червня 2022 року, ВМС ЗС України завдали в Чорному морі удару по російському військовому буксиру, на борту якого знаходився зенітно-ракетний комплекс «ТОР». В акваторії Чорного моря було уражено буксир Чорноморського флоту «Василий Бех», під час транспортування ним на острів Зміїний боєприпасів, озброєння та особового складу Чорноморського флоту. Навіть наявність на борту зенітно-ракетного комплексу «Тор» не завадила Військово-морським силам України відправити корабель російських загарбників на дно.

#### Операція зі звільнення острова
| |  |  |
| Зображення острова Зміїний на пам'ятній монеті НБУ присвяченій САУ «Богдані», яка була задіяна у звільненні острова |  |  |

20 червня 2022 року місцеві мешканці півдня Одеської області повідомляли про численні вибухи. Наступного дня ОК «Південь» підтвердило, що по захопленому острову було завдано зосереджений удар із застосуванням різних сил та способів ураження. Гарнізон окупантів на острові зазнав значних втрат. Операція продовжилась і 21 червня.
За даними ОК «Південь» під час удару по острову Зміїний влучили у російський зенітний ракетно-гарматний комплекс «Панцирь-С1», а також в радіолокаційну станцію. Російська пропаганда, натомість, заявила, що всі випущені українськими військовими ракети та інші засоби ураження були перехоплені та збиті, а в атаці брали участь, зокрема, гаубиці M777 на острові Кубану в гирлі Дунаю (за щонайменше 36 км від Зміїного). 23 червня 2022 року начальник ГУР МО Кирило Буданов повідомив про влучання в іще один «Панцирь-С1».
20, 25 та 26 червня українські військові завдавали ударів по захоплених росіянами буровим платформам «Чорноморнафтогазу», які були перетворені на пункти радіотехнічної розвідки та протидії а також проміжні пункти дозаправлення військово-транспортних вертольотів.
27 червня ОК «Південь» оприлюднило відео з БПЛА Bayraktar TB2 чергових ударів по захопленому острову. За даними українських військових було зафіксовано понад 10 влучань, одне з них по черговому зенітному гарматно-ракетному комплексу «Панцирь-С1», решта результатів дорозвідується. На кадрах добре видно ураження у центральну частину острова, там де знаходиться залишки будівель військової частини українських прикордонників. Саме там раніше був помічений командний пункт рашистів.

#### Втеча російського гарнізону
Українські військові істотно ускладнили росіянам підтримку операцій на острові та зробили їх вразливими для українських ударів, у тому числі із застосуванням ракет «Гарпун».
Вночі проти 30 червня, внаслідок проведеного етапу військової операції із нанесенням вогневих ударів ракетними та артилерійськими підрозділами по острову Зміїний, росіяни після 126-денної окупації з поспіхом евакуювали залишки гарнізону двома швидкісними катерами. Втрата острова означала втрату росіянами контролю над частиною акваторії Чорного моря.
Першого липня російська авіація завдавала ударів по залишках поспіхом покинутої техніки. Спершу літаками Су-24М а потім пара російських літаків Су-30 злетіла з аеропорту Бельбек й завдала двох повітряних ударів запалювальними бомбами по острову, намагаючись знищити поспіхом залишену на острові військову техніку.
Нарешті, Bayraktar TB2 із складу Морської авіації ВМС України одним влучним ударом знищив декілька вантажівок ворога та одну РСЗВ типу БМ-21 «Град» (імовірно 9К51М «Торнадо-Г») з боєкомплектом, що стояли на причалі.
4 липня на острові висадились українські військові та повернули на нього український прапор.
Вночі та вранці 7 липня на острів зайшла зведена група українських військових. Вони оглянули місцевість, зібрали дані про ворожу техніку, озброєння та матеріально-технічні засоби. Під час виконання завдання зведена група встановила українські прапори у різних частинах острову. Також над Зміїним замайорів прапор 73-го центру спеціального призначення ССО України.
Після звільнення острова Україна змогла відкрити судноплавство гирлом Бистре (глибоководний судновий хід «Дунай — Чорне море»). Таким чином, вдалось розблокувати шлях до українських Дунайських портів Ізмаїл, Рені та Усть-Дунайськ.

#### Обстріли острова
У ніч проти 11 лютого 2023 року з двох Су-24М росіяни здійснили бомбардування безлюдного на той час острова Зміїний, скинувши чотири авіабомби.
У липні 2023 року, у річницю звільнення острова, росіяни тричі атакували острів. Зокрема, у ніч проти 13 липня літаки скинули фугасну бомбу. І в ніч проти 30 липня скинули ще дві авіабомби.
За повідомленням Сил оборони Півдня України, у вересні, після відновлення на Чорному морі судноплавства з українських портів, російські війська активізували тактичну авіацію, зокрема і навколо острова Зміїний.
У ніч проти 24 серпня 2024 року російські бомбардувальники Ту-22М3 атакували острів чотирма надзвуковими крилатими ракетами Х-22.

#### Відновлення українського прикордонного знаку
12 серпня 2023 року, українські прикордонники за підтримки військовослужбовців ГУР МО України встановили на острові Зміїний український прикордонний знак. Згідно повідомлення ДПС України військовослужбовцями Ізмаїльського прикордонного загону за повної підтримки військовослужбовців Головного управління розвідки Міноборони України відновлено історичну справедливість — встановлено прикордонний знак на острові Зміїний. Попередній, який стояв на острові до повномасштабного вторгнення, було знищено під час російської окупації.